# Дайбуцу Усику
Усику Дайбуцу (яп. 牛久大仏, в пер. Дайбуцу обозначает Большой Будда) — статуя Будды Амитабхи в японском городе Усику.

## История и значение
Усику Дайбуцу является самой высокой бронзовой статуей в мире и в целом четвёртой по высоте статуей в мире. Высота её составляет 100 метров, а с лотосовидным цоколем и платформой — 120 метров. Статуя была создана в 1995 году и установлена в городе Усику, префектура Ибараки, в 50 километрах к северо-востоку от Токио.
Усику Дайбуцу находится в середине парка Усику Аркадия. «Аркадия» в английском написании означает аббревиатуру сутры Святость и милосердие Амиды возвышают и освящают это место (Amida’s Radiance and Compassion Actually Developing and Illuminating Area). В прошлом эта местность называлась Ёдо Тейэн и являлось местом осознания себя на пути бодхисатвы Дхармакары, который после длительного периода самосозерцания достиг здесь просветления и стал буддой Амитабха.
Руки Амитабхи находятся в позиции мудры витарка. Правая поднята, левая опущена, обе повёрнуты ладонями к наблюдателю. При этом указательные и большие пальцы соединены кончиками, три остальных пальца распрямлены. Жест этот обозначает передачу учения (дхармы) и символизирует, как Амитабха ведёт своих последователей путём убеждения по тропе просветления.

## Статуя
Статуя Усику Дайбуцу внутри состоит из более чем 6000 бронзовых пластин. Вес статуи — 4000 тонн. Длина левой руки составляет 18 метров. Длина уха — 10 метров, лица — 20 метров. Длина рта — 4 метра, глаза — 2,5 метра, носа — 1,2 метра.